# گروه کتابخانه
گروه کتابخانه (فنلاندی: Kirjastokimppa)، همکاری داوطلبانه‌ای بین کتابخانه‌های مستقل شهری در فنلاند است که از مرزهای شهری و اداری عبور می‌کند. یک گروه کتابخانه معمولاً توسط کتابخانه‌های واقع در همان استان تشکیل می‌شود، اما گروه‌ها ممکن است در مرزهای استانی و شهرستانی نیز فعالیت کنند. هدف انجمن، منفعت رساندن به همه طرف‌ها و مشتریان است. کتابخانه‌های استانی بازیگران کلیدی در بسیاری از گروه‌های کتابخانه‌ای هستند.
گروه‌های کتابخانه، سازمان‌های رسمی یا اداری نیستند و مانند کتابخانه‌های استانی و کتابخانه مرکزی، بودجه دولتی دریافت نمی‌کنند. ترکیب و عملکرد انجمن‌ها بر اساس نیاز تغییر می‌کند. در سال ۲۰۰۳، تقریباً ۷۰ درصد از کتابخانه‌های عمومی متعلق به یک گروه بودند.
کتابخانه‌های یک گروه معمولاً از یک سیستم کتابخانه‌ای یکسان استفاده می‌کنند و می‌توانند در تهیه منابع با یکدیگر همکاری کنند. سایر اشکال همکاری شامل سازماندهی رویدادها و یک فهرست مشترک منابع است که در آن مشتری می‌تواند آثار همه کتابخانه‌های موجود در گروه کتابخانه و وضعیت آنها (کتاب‌های امانتی و موجود در محل، وضعیت رزرو آثار) را مشاهده کند. سایر اشکال همکاری که برای مشتری قابل مشاهده است شامل حمل و نقل منابع بین کتابخانه‌ها است که دسترسی به منابع را بهبود می‌بخشد.
مدل دیگر همکاری کتابخانه‌ای، کتابخانه منطقه‌ای (فنلاندی: seutukirjasto) است که با گروه کتابخانه متفاوت است، زیرا کتابخانه‌هایی که کتابخانه منطقه‌ای را تشکیل می‌دهند، دارای یک مدیریت مشترک هستند. کتابخانه‌های گروه کتابخانه هر کدام مدیر خود را دارند، در حالی که کتابخانه منطقه‌ای توسط یک مدیر مشترک اداره می‌شود.

نقشه گروه‌های کتابخانه در فنلاند

## فهرست گروه‌های کتابخانه
| №   | گروه کتابخانه        | شهرداری‌هایی که به گروه کتابخانه تعلق دارند |
| --- | -------------------- | --- |
| ۵.  | کتابخانه‌های اندرس    | هالسوا، کانوس، کائوستینن، کوکولا، لستی‌یروی، توهولامپی |
| ۱۸. | کتابخانه‌های بلانکا   | کیمی‌توان، پارگاس |
| ۷.  | کتابخانه‌های اپوس     | آلایروی، آلاووس، ایوی‌یروی، ایلمایوکی، ایسویوکی، ایسوکورو، کاری‌یوکی، کاسکینن، کاوهایوکی، کاوهاوا، لای‌هیا، لاپپایروی، لاپوا، پرهو، سینه‌یوکی، سوئینی، تئووا، وتلی، ویمپلی، اهتری |
| ۱۰. | کتابخانه شهر کوئوپیو | کاوی، کوئوپیو، توسنیمی |

## شهرداری‌هایی که در گروه‌های کتابخانه گنجانده نشده‌اند
- کانگاس‌نیمی
- کیرکونومی
- لپه‌ویرتا
- سیلین‌یروی
- سومرو
- سولکاوا
- سوئونن‌یوکی
- واسا